# Grenzüberschreitender Personennahverkehr in Deutschland
Im grenzüberschreitenden Personennahverkehr in Deutschland existieren mehrere Bus-, Bahn- und Schiffsverbindungen.

## Finanzierung
Obwohl der gesamte Nahverkehr in der Europäischen Union der gleichen Marktzugangsverordnung (EG VO 1370/2007) unterliegt, ergibt sich beim Grenzübertritt ein veränderter Rechts- und Finanzierungsrahmen für das Nahverkehrsangebot, so dass Verkehrsunternehmen, die grenzüberschreitende Linien betreiben, den Leistungsanteil im Nachbarland häufig „auf eigene Rechnung“ erbringen, weil mit dem benachbarten Aufgabenträger kein Vertrags- oder Finanzierungsverhältnis besteht.

## Deutschlandticket
In einigen Fällen können grenznahe Abschnitte im Ausland mit dem Deutschlandticket befahren werden.

## Freifahrt
Im Rahmen der unentgeltlichen Beförderung (Freifahrt) für Menschen mit Schwerbehinderung sind Bahn- oder Busverkehre nutzbar, die bis zu einem Bahnhof oder einer Haltestelle im benachbarten Ausland führen oder von der ein Teil der Strecke durch das benachbarte Ausland führt.

## Liste

### Belgien
| Unternehmen            | Linie      | Strecke | D-Ticket                                                      | Freifahrt |
| ---------------------- | ---------- | --- | ------------------------------------------------------------- | --------- |
| SCNB                   | RE29 (S41) | Aachen Hbf – Welkenraedt – Verviers Central – Pepinster – Liège-Guillemins – Liège-Saint-Lambert | nein                                                          | nein      |
| ASEAG / TEC            | Linie 14   | Aachen Bushof – Aachen Hbf – Diepenbenden – Eynatten – Eupen Bushof | nein, nur bis (H) Köpfchen Grenze                             | nein      |
| ASEAG                  | Linie 24   | Aachen Bushof – Kelmis | ja                                                            | nein      |
| ASEAG / TEC            | Linie 385  | Kalterherberg – Monschau – Mützenich – Eupen Bushof | nein, nur bis (H) Mützenich Zoll                              | nein      |
| ASEAG                  | Linie SB66 | Aachen Bushof – Brand – Walheim – Roetgen (D) – B – Konzen (D) – Imgenbroich – Monschau Der Linienweg führt zwischen den Haltestellen Roetgen Fringshaus und Konzen Bahnhof entlang der B 258 auf einem Abschnitt von ca. 2,7 Kilometern durch belgisches Gebiet. Eine Haltestelle auf diesem Abschnitt hat die Linie nicht. | ja                                                            | ja        |
| TEC                    | Linie 722  | Lichtenbusch / Köpfchen – Eynatten – Raeren – Eupen Bushof | nein (auch nicht im Binnenverkehr auf deutscher Seite gültig) | nein      |
| Gebr. André GmbH (VRT) | Linie 465  | Gerolstein Bahnhof – Lissingen – Büdesheim – Wallersheim – Prüm – Bleialf – St.Vith, An den Linden | ja                                                            |           |

### Dänemark
| Unternehmen                                                                        | Linie                   | Strecke                                                            | D-Ticket | Freifahrt |
| ---------------------------------------------------------------------------------- | ----------------------- | ------------------------------------------------------------------ | -------- | --------- |
| Norddeutsche Eisenbahngesellschaft Niebüll (neg) in Kooperation mit Arriva Denmark | RB 66                   | Niebüll – Tønder                                                   | ja       | ja        |
| Sydtrafik                                                                          | Linie 110               | Flensburg – Kruså – Gråsten – Adsbøl – Sønderborg                  | nein     |           |
| Aktiv Bus Flensburg                                                                | Linie 1                 | Flensburg Bahnhof – ZOB – Nordertor – Am Lachsbach – Kruså         | ja       |           |
| Aktiv Bus Flensburg                                                                | Linie 7                 | Kruså – Am Lachsbach – Nordertor – ZOB – Twedter Plack – Tremmerup | ja       |           |
| DSB                                                                                | DSB 5                   | Flensburg – Padborg                                                | nein     | nein      |
| FRS Syltfähre                                                                      | Auto- und Personenfähre | Rømø Havn – List auf Sylt                                          |          |           |
| Heitmann & Kornmesser Reedereigesellschaft                                         | Personenfähre           | Langballigau – Sønderborg                                          |          |           |
| Cykelfærgen Flensborg Fjord                                                        | Fahrradfähre            | Egernsund – Brunsnæs – Langballigau                                |          |           |
| Cykelfærgen Flensborg Fjord                                                        | Fahrradfähre            | Egernsund – Sønderhav – Flensburg                                  |          |           |

### Frankreich
Die folgende Tabelle gibt die Verbindungen im Nahverkehr zwischen Deutschland und Frankreich, beginnend vom Dreiländereck mit Luxemburg bis zum Dreiländereck mit der Schweiz wieder:
| Unternehmen                                                             | Verkehrsmittel    | Linie                       | Beginn Deutschland                                            | letzter Halt in Deutschland                                   | erster Halt in Frankreich                                    | Ziel Frankreich                      | D-Ticket                                                                           | Freifahrt                                                           | Bemerkung                                      |
| ----------------------------------------------------------------------- | ----------------- | --------------------------- | ------------------------------------------------------------- | ------------------------------------------------------------- | ------------------------------------------------------------ | ------------------------------------ | ---------------------------------------------------------------------------------- | ------------------------------------------------------------------- | ---------------------------------------------- |
| DB Regio Mitte / SNCF TER Grand Est                                     | Regional-Express  | RE 16                       | Trier Hbf                                                     | Perl                                                          | Apach (Moselle)                                              | Metz Ville                           | nein                                                                               |                                                                     | verkehrt nur am Wochenende                     |
| SNCF TER Grand Est                                                      | Regionalbus       | L02                         | Perl, Bahnhof                                                 | Perl, Bahnhof                                                 | Apach, Église                                                | Thionville, gare                     | nein                                                                               |                                                                     |                                                |
| DB Regio Mitte                                                          | Regionalbahn      | RB 77                       | Dillingen (Saar)                                              | Niedaltdorf                                                   | Bouzonville                                                  | Bouzonville                          | ja                                                                                 |                                                                     | verkehrt nur karfreitags (einmal jährlich)     |
| Kreisverkehrsbetriebe Saarlouis                                         | Bus               | MS2                         | Saarlouis ZOB                                                 | Überherrn, Deutscher Zoll                                     | Creutzwald, Douane                                           | Creutzwald, gare routière            | ja                                                                                 |                                                                     |                                                |
| Fluo 57                                                                 | Regionalbus       | 22                          | Bisten, Neues Rathaus                                         | Überherrn, Schallerweg                                        | Creutzwald, Douane                                           | Saint-Avold, gare routière           | nein, auch nicht innerhalb Deutschlands                                            |                                                                     |                                                |
| Völklinger Verkehrsbetriebe                                             | Bus               | 184                         | Bous, Kreisstraße                                             | Lauterbach, Alter Zoll                                        | Carling, Rue de Lorraine                                     | Carling, Rue de Lorraine             | ja                                                                                 |                                                                     |                                                |
| Fluo 57 / Transdev Grand Est                                            | Bus               | MS                          | Saarbrücken Hbf                                               | Saarbrücken, Südring                                          | Forbach, Lycée Pascal oder Morsbach, Giratoire               | Saint-Avold, gare routière           | nein, nur für eine Transitfahrt Saarbrücken–Naßweiler mit kostenlosem Zusatzticket |                                                                     |                                                |
| Saarbahn, Forbus                                                        | Bus               | 30                          | Saarbrücken Hbf                                               | Saarbrücken, Schönecker Weg                                   | Forbach, Brême d’or                                          | Forbach, gare                        | nein, auch nicht innerhalb Deutschlands                                            | nur in Deutschland                                                  |                                                |
| DB Regio Mitte / SNCF TER Grand Est                                     | Regional-Express  | RE 18                       | Saarbrücken Hbf                                               | Saarbrücken Hbf                                               | Forbach                                                      | Metz Ville                           | nein                                                                               |                                                                     |                                                |
| Saarbahn                                                                | Stadtbahn         | S1 (Saarbahn)               | Lebach-Jabach                                                 | Hanweiler-Bad Rilchingen                                      | Sarreguemines                                                | Sarreguemines                        | ja                                                                                 |                                                                     | siehe Saarbahn                                 |
| DB Regio Mitte / SNCF TER Grand Est                                     | Regional-Express  | RE 19                       | Saarbrücken Hbf                                               | Saarbrücken Hbf                                               | Sarreguemines                                                | Strasbourg                           | nein                                                                               |                                                                     |                                                |
| QNV                                                                     | Bus               | 252                         | Hinterweidenthal, Bahnhof                                     | Bobenthal, St. Germanshof                                     | Wissembourg, Weiler                                          | Wissembourg, gare                    | ja                                                                                 |                                                                     |                                                |
| QNV                                                                     | Bus               | 543                         | Bad Bergzabern, Bahnhof                                       | Schweigen-Rechtenbach, Grenze                                 | Wissembourg, Europe                                          | Wissembourg, gare                    | ja                                                                                 |                                                                     |                                                |
| vlexx                                                                   | Regional-Express  | RE EX (Elsass-Express)      | Mainz Hbf                                                     | Schweighofen                                                  | Wissembourg                                                  | Wissembourg                          | ja                                                                                 |                                                                     | verkehrt nur an Sonn- und Feiertagen im Sommer |
| vlexx                                                                   | Regional-Express  | RE WX (Weinstraßen-Express) | Koblenz Hbf                                                   | Schweighofen                                                  | Wissembourg                                                  | Wissembourg                          | ja                                                                                 |                                                                     | verkehrt nur an Sonn- und Feiertagen im Sommer |
| DB Regio Mitte                                                          | Regionalbahn      | RB 53                       | Neustadt (Weinstraße) Hbf                                     | Schweighofen                                                  | Wissembourg                                                  | Wissembourg                          | ja                                                                                 |                                                                     |                                                |
| DB Regio Mitte                                                          | Regionalbahn      | RB 52                       | Wörth (Rhein)                                                 | Berg (Pfalz)                                                  | Lauterbourg                                                  | Lauterbourg                          | ja                                                                                 |                                                                     |                                                |
| Europäische Gebietskörperschaft Elsass                                  | Fähre             | Saletio                     | Fähranleger Plittersdorf (Rastatt)                            | Fähranleger Plittersdorf (Rastatt)                            | Fähranleger Seltz                                            | Fähranleger Seltz                    | kostenlose Beförderung                                                             | kostenlose Beförderung                                              |                                                |
| Verkehrsgesellschaft Rastatt (VERA) / Nahverkehr Mittelbaden Walz (NVW) | Bus               | 231                         | Rastatt, Bahnhof                                              | Wintersdorf, Abzweig Bahnhof                                  | Beinheim, Route du Rhin oder Roppenheim, Village des Marques | Soufflenheim, Centre de secours      | ja                                                                                 |                                                                     |                                                |
| Verkehrsgesellschaft Rastatt (VERA) / Nahverkehr Mittelbaden Walz (NVW) | Bus               | 231                         | Rastatt, Bahnhof                                              | Wintersdorf, Abzweig Bahnhof                                  | Beinheim, Route du Rhin                                      | Seltz, Le Seltzbach                  | ja                                                                                 | Ast nach Seltz nur bei Schichtwechsel im Mercedes-Benz-Werk Rastatt |                                                |
| Europäische Gebietskörperschaft Elsass                                  | Fähre             | Drusus                      | Fähranleger Greffern (Rheinmünster)                           | Fähranleger Greffern (Rheinmünster)                           | Fähranleger Drusenheim                                       | Fähranleger Drusenheim               | kostenlose Beförderung                                                             | kostenlose Beförderung                                              |                                                |
| SWEG / SNCF TER Grand Est                                               | Regionalbahn      | RB 25                       | Offenburg                                                     | Kehl                                                          | Krimmeri-Meinau                                              | Strasbourg                           | nein                                                                               |                                                                     | siehe Ortenau-S-Bahn                           |
| Compagnie des transports strasbourgeois                                 | Straßenbahn       | D                           | Kehl Rathaus                                                  | Kehl Bahnhof                                                  | Strasbourg Port du Rhin                                      | Strasbourg Poteries                  | nein                                                                               |                                                                     | siehe Straßenbahn Straßburg                    |
| Compagnie des transports strasbourgeois                                 | On-demand-Verkehr | Flex’Hop                    | Neuried, Forum Européen du Rhin / Europäisches Forum am Rhein | Neuried, Forum Européen du Rhin / Europäisches Forum am Rhein | Flex’Hop-Gebiet Strasbourg                                   | Flex’Hop-Gebiet Strasbourg           | nein                                                                               |                                                                     | verkehrt nur nach Reservierung                 |
| Fluo 67                                                                 | Regionalbus       | 280                         | Lahr, Bahnhof                                                 | Allmannsweier, Oberdorf                                       | Gerstheim, Place de la fontaine                              | Erstein, gare                        |                                                                                    |                                                                     |                                                |
| SWEG                                                                    | Freizeitbus       | Vis-à-vis                   | Langenwinkel, Rathaus oder Friesenheim, Rathaus/Ortsmitte     | Nonnenweier, Rheinübergang                                    | Krafft, Rue des Eglantines                                   | Obernai, zentraler Busparkplatz      | nein, auch nicht innerhalb Deutschlands                                            |                                                                     | verkehrt nur an manchen Samstagen              |
| Fluo 67                                                                 | Freizeitbus       | 271                         | Rust, Europa-Park                                             | Nonnenweier, Rathaus                                          | Erstein, Striegel                                            | Strasbourg, Gare routière des Halles | nein                                                                               |                                                                     | verkehrt nur nach Reservierung                 |
| Fluo 67                                                                 | Freizeitbus       | 531                         | Rust, Europa-Park                                             | Rust, Europa-Park                                             | Rhinau, Hôtel de Ville                                       | Sélestat, gare                       | nein                                                                               |                                                                     | verkehrt nur nach Reservierung                 |
| Europäische Gebietskörperschaft Elsass                                  | Fähre             | Rhénanus                    | Fähranleger Rheinau (Kappel-Grafenhausen)                     | Fähranleger Rheinau (Kappel-Grafenhausen)                     | Fähranleger Rhinau                                           | Fähranleger Rhinau                   | kostenlose Beförderung                                                             | kostenlose Beförderung                                              |                                                |
| Fluo 68                                                                 | Regionalbus       | R26                         | Breisach, Bahnhof                                             | Breisach, Bahnhof                                             | Vogelgrun, Pont du Rhin                                      | Colmar, gare                         | nein                                                                               |                                                                     |                                                |
| SNCF TER Grand Est                                                      | Regionalbahn      | RB 28                       | Müllheim (Baden)                                              | Neuenburg (Baden)                                             | Bantzenheim                                                  | Mulhouse                             | nein                                                                               |                                                                     |                                                |
| SWEG / Metro Cars                                                       | Regionalbus       | 220                         | Lörrach Hbf                                                   | Haltingen, Markgräfler Straße                                 | Huningue, Palmrain                                           | EuroAirport Basel-Mülhausen          | ja                                                                                 | ?                                                                   |                                                |

### Luxemburg
Die Nutzung von Zügen, Bussen und der luxemburgischen Straßenbahn ist im Großherzogtum Luxemburg seit dem 29. Februar 2020 kostenfrei. Seit dem 1. Januar 2025 gilt das Deutschlandticket auf allen ÖPNV-Linien (d. h. alle Bus- und Bahnlinien außer den Fernbussen, wie dem CFL-Bus nach Saarbrücken) bis nach Luxemburg hinein, dies gilt auch für die Freifahrt mit einem deutschen Schwerbehindertenausweis.
| Unternehmen                     | Linie                  | Strecke                                                      | D-Ticket | Freifahrt |
| ------------------------------- | ---------------------- | ------------------------------------------------------------ | -------- | --------- |
| Voyages Emile Weber (RGTR)      | Bus 180                | von Bitburg nach Ettelbrück                                  | ja       | ja        |
| Voyages Emile Weber (RGTR)      | Bus 301                | von Schweich nach Kirchberg (Luxemburg-Stadt)                | ja       | ja        |
| Voyages Emile Weber (RGTR)      | Bus 302                | von Trier nach P+R Lux Sud (Luxemburg-Stadt)                 | ja       | ja        |
| Voyages Emile Weber (RGTR)      | Bus 303                | von Trier nach Kirchberg (Luxemburg-Stadt)                   | ja       | ja        |
| Voyages Emile Weber (RGTR)      | Bus 305                | von Saarburg nach Kirchberg (Luxemburg-Stadt)                | ja       | ja        |
| Voyages Emile Weber (RGTR)      | Bus 306                | von Trier nach Esch/Belval                                   | ja       | ja        |
| Voyages Emile Weber (RGTR)      | Bus 331                | von Konz nach Grevenmacher                                   | ja       | ja        |
| Voyages Emile Weber (RGTR)      | Bus 332                | von Nittel nach Grevenmacher                                 | ja       | ja        |
| Voyages Emile Weber (RGTR)      | Bus 401                | von Losheim nach Kirchberg (Luxemburg-Stadt)                 | ja       | ja        |
| Voyages Emile Weber (RGTR)      | Bus 402                | von Nennig nach Luxemburg                                    | ja       | ja        |
| Voyages Emile Weber (RGTR)      | Bus 403                | von Merzig nach Kirchberg (Luxemburg-Stadt)                  | ja       | ja        |
| Voyages Emile Weber (RGTR)      | Bus 404                | von Merzig nach Leudelange                                   | ja       | ja        |
| Voyages Emile Weber (RGTR)      | Bus 405                | von Saarlouis nach Kirchberg (Luxemburg-Stadt)               | ja       | ja        |
| Voyages Emile Weber (RGTR)      | Bus 407                | von Merzig nach Kirchberg (Luxemburg-Stadt)                  | ja       | ja        |
| VRT                             | Bus 410                | von Bitburg nach Luxemburg                                   | ja       | ja        |
| VRT                             | Bus 455                | von Bitburg nach Vianden                                     | ja       | ja        |
| VRT                             | Bus 460                | von Gerolstein nach Clerf                                    | ja       | ja        |
| DB Regio AG, Region Mitte / CFL | Regional-Express RE 11 | von Koblenz über Wittlich, Trier Hbf und Igel nach Luxemburg | ja       | ja        |
| DB Regio AG, Region Mitte / CFL | Regionalbahn RB 83     | von Wittlich über Trier West und Igel nach Luxemburg         | ja       | ja        |
| CFL                             | Fernbus L40            | von Saarbrücken nach Luxemburg                               | nein     | nein      |

### Niederlande
Die folgende Liste enthält alle regelmäßigen ÖPNV-Verbindungen zwischen Deutschland und den Niederlanden. Sie ist geordnet von Nord (Nordsee) nach Süd (Dreiländereck bei Aachen):
| Unternehmen                                                                   | Verkehrsmittel     | Linie        | Beginn Deutschland | letzter Halt in Deutschland | erster Halt in den Niederlanden | Ziel Niederlande | D-Ticket                                                      | Freifahrt |
| ----------------------------------------------------------------------------- | ------------------ | ------------ | --- | --- | --- | --- | ------------------------------------------------------------- | --------- |
| AG Ems                                                                        | Fähre              |              | Borkum | Borkum | Eemshaven | Eemshaven | nein                                                          |           |
| Arriva Groningen                                                              | Regionalzug        | RS 6/RB 57   | Weener | Weener | Bad Nieuweschans | Groningen | nein                                                          | nein      |
| Arriva/DB Weser-Ems-Bus                                                       | Bus                | SEV          | Leer | Leer | Groningen | Groningen |                                                               |           |
| DB Weser-Ems-Bus                                                              | Bus                | 620          | Leer, Bahnhof ZOB | Bunde, Neuschanzer Straße 55a/Grenze | Bad Nieuweschans, Bahnhof | Bad Nieuweschans, Bahnhof |                                                               |           |
| Verkehrsgemeinschaft Grafschaft Bentheim                                      | Taxibus            | T11          | Emlichheim, Bahnhof | Laar-Eschebrügge, Europaparkallee | Coevorden, Bahnhof | Coevorden, Bahnhof |                                                               |           |
| Verkehrsgemeinschaft Grafschaft Bentheim / Bürgerbus Grafschaft Bentheim e.V. | Bürgerbus          | 38           | Nordhorn, Sportpark | Denekamp/Nordhorn, Grenze | Denekamp/Nordhorn, Grenze | Denekamp, Centrum/Eurowerft |                                                               |           |
| Eurobahn                                                                      | Regionalzug        | RB 61        | Bielefeld Hbf | Bad Bentheim | Oldenzaal | Hengelo | ja                                                            | nein      |
| DB Regio                                                                      | Regionalzug        | RB 51, RB 64 | Dortmund Hbf (RB 51), Münster Hbf (RB 64) | Gronau (Westf) | Glanerbrug | Enschede | ja                                                            | ja        |
| Regionalverkehr Münsterland                                                   | Taxibus            | T88          | Ahaus-Alstätte, Markt | Ahaus-Alstätte, Markt | Enschede, Aquadrome | Enschede, Bahnhof | ja                                                            | ja        |
| Regionalverkehr Münsterland                                                   | Bürgerbus          | B12          | Ahaus, Aquahaus | Alstätte, Haarmühle | Buurse, Grens (Anschluss an niederländischen Bürgerbus 595 nach Haaksbergen)                                                                                                | Buurse, Grens (Anschluss an niederländischen Bürgerbus 595 nach Haaksbergen)                                                                                                | ja                                                            |           |
| Regionalverkehr Münsterland                                                   | Bus                | R71          | Vreden, Busbahnhof (Anschlussgarantie von Bus S70 aus Münster) | Vreden-Gaxel, Grenzübergang | Winterswijk, Emmaschool | Winterswijk, Busstation | ja                                                            | ja        |
| Regionalverkehr Münsterland                                                   | Taxibus, Bürgerbus | T55, B5      | Oeding, Rathaus (T55), Stadtlohn, Markt (B5) | Oeding, Grenzweg | Winterswijk, Pelkwijk | Winterswijk, Busstation | ja                                                            |           |
| Regionalverkehr Münsterland                                                   | Taxibus            | T10          | Bocholt-Barlo, Große Allee | Barlo, Grenze | Winterswijk, Berenschot | Winterswijk, Busstation | ja                                                            | ja        |
| Stadtbus Bocholt                                                              | Bus                | C11          | Bocholt, Bustreff | Hemden, Zollamt | Aalten, Bahnhof | Aalten, Bahnhof | ja                                                            | ja        |
| Stadtbus Bocholt                                                              | Bus                | C7           | Bocholt, Bustreff | Suderwick, Grenze | Dinxperlo, Grens | Dinxperlo, Weg naar De Heurne | ja                                                            | ja        |
| Look Busreisen                                                                | Bus                | 91           | Emmerich, Bahnhof | Emmerich, Kaninenfang | ’s-Heerenberg, Gouden Handen | ’s-Heerenberg, Busstation | ja                                                            |           |
| VIAS Rail                                                                     | Regionalzug        | RE 19        | Düsseldorf Hbf | Emmerich-Elten | Zevenaar | Arnhem Centraal | ja                                                            | nein      |
| Breng / Buurtbus Rijnwaarden                                                  | Bürgerbus          | 566          | Zevenaar (NL), Bahnhof – Babberich (NL) – Emmerich-Elten, Markt – Lobith (NL) – Tolkamer (NL) – Spijk (NL), Willibrordusweg                                                 | Zevenaar (NL), Bahnhof – Babberich (NL) – Emmerich-Elten, Markt – Lobith (NL) – Tolkamer (NL) – Spijk (NL), Willibrordusweg                                                 | Zevenaar (NL), Bahnhof – Babberich (NL) – Emmerich-Elten, Markt – Lobith (NL) – Tolkamer (NL) – Spijk (NL), Willibrordusweg                                                 | Zevenaar (NL), Bahnhof – Babberich (NL) – Emmerich-Elten, Markt – Lobith (NL) – Tolkamer (NL) – Spijk (NL), Willibrordusweg                                                 |                                                               |           |
| Look Busreisen                                                                | Bus                | 60           | Kleve, Bahnhof | Kleve, Millingen Grenze | Millingen, Rembrandtstraat | Millingen, de Gelderse Poort | ja                                                            |           |
| Niederrheinische Verkehrsbetriebe                                             | Bus                | SB 58        | Emmerich, Bahnhof (über Kleve, Bahnhof) | Kranenburg-Wyler, Vogelsang | Beek, Landesgrenze | Nijmegen, Hogeschool | ja                                                            | nein      |
| DB Rheinlandbus                                                               | Bus                | SB 46        | Keverlaer, Bahnhof (über Flughafen Weeze) | Kranenburg, Bürgermeisteramt | Nijmegen, Centraal Station | Nijmegen, Centraal Station | ja                                                            | nein      |
| Niederrheinische Verkehrsbetriebe                                             | Bus                | 29           | Neukirchen-Vluyn, Vluyner Südring | Straelen, Landesgrenze | Venlo, Bahnhof | Venlo, Bahnhof | ja                                                            |           |
| Eurobahn                                                                      | Regionalzug        | RE 13        | Hamm Hbf | Kaldenkirchen | Venlo | Venlo | ja                                                            | nein      |
| Niederrheinische Verkehrsbetriebe                                             | Bus                | SB 42        | Aldekerk Bahnhof | Straelen, Landesgrenze | Venlo, Bahnhof | Venlo, Bahnhof | ja                                                            |           |
| Arriva Limburg                                                                | Bus                | 1            | Kaldenkirchen, Am Schwimmbad | Kaldenkirchen, Poststraße | Tegelen, Spechtstraat | Venlo, Bahnhof |                                                               |           |
| WestVerkehr                                                                   | Anruf-Sammel-Taxi  | Multibus     | Multibus-Linien bis zur (Verknüpfungs-)Haltestelle in den Niederlanden (Karken – Posterholt, Waldfeucht – Echterbosch, Selfkant – Sittard, Gangelt – Onderbanken/Schinveld) | Multibus-Linien bis zur (Verknüpfungs-)Haltestelle in den Niederlanden (Karken – Posterholt, Waldfeucht – Echterbosch, Selfkant – Sittard, Gangelt – Onderbanken/Schinveld) | Multibus-Linien bis zur (Verknüpfungs-)Haltestelle in den Niederlanden (Karken – Posterholt, Waldfeucht – Echterbosch, Selfkant – Sittard, Gangelt – Onderbanken/Schinveld) | Multibus-Linien bis zur (Verknüpfungs-)Haltestelle in den Niederlanden (Karken – Posterholt, Waldfeucht – Echterbosch, Selfkant – Sittard, Gangelt – Onderbanken/Schinveld) | ja                                                            |           |
| WestVerkehr                                                                   | Bus                | SB 3         | Geilenkirchen, Bahnhof | Tüddern, Apotheke | Sittard, Rembrandtstraat | Sittard, Bahnhof | ja                                                            | nein      |
| Arriva Limburg                                                                | Regionalzug        | RE 18        | Aachen Hbf | Herzogenrath | Eygelshoven Markt | Maastricht | nein                                                          | nein      |
| Arriva Limburg / Buurtbus Rimburg-Eygelshoven                                 | Bürgerbus          | 723          | Übach-Palenberg, Bahnhof | Übach-Palenberg, Marienberg-Wurmtal | Rimburg, Markt | Landgraaf, Bahnhof | nein (auch nicht im Binnenverkehr auf deutscher Seite gültig) |           |
| Arriva Limburg                                                                | Bus                | 27           | Herzogenrath, Bahnhof | Herzogenrath, Aachener Straße | Kerkrade, Eurode Park | Kerkrade, Bahnhof Parkstad | nein                                                          |           |
| ASEAG                                                                         | Bus                | 34           | Aachen, Diepenbenden | Herzogenrath, Pannesheide | Kerkrade, Bleijerheide Grens | Kerkrade, Busstation | ja                                                            | nein      |
| ASEAG / Arriva Limburg                                                        | Bus                | 44           | Aachen, Hauptbahnhof | Locht, Zollmuseum | Kerkrade, Crombacherstraat | Heerlen, Bahnhof | nein, nur bis (H) Locht, Zollmuseum                           | nein      |
| ASEAG                                                                         | Bus                | 74           | Aachen, Hauptbahnhof | Aachen, Süsterau | Heerlen, Avantis | Heerlen, Avantis | ja                                                            | nein      |
| ASEAG                                                                         | Bus                | 25, 33       | Stolberg-Atsch, Dreieck (25), Aachen, Fuchserde (33) | Aachen, Vaalserquartier Vaals Grenze | Vaals, Busstation | Vaals, Busstation (25), Vaals, Flats oder Heuvel (33) | ja                                                            | nein      |
| Arriva Limburg                                                                | Bus                | 350          | Aachen, Hauptbahnhof | Aachen, Bahnhof Schanz | Vaals, Busstation | Maastricht, Bahnhof | ja, bis (H) Vaals Busstation                                  |           |

### Österreich
| Unternehmen                                                 | Linie                  | Strecke                                                                                 | D-Ticket                                                      | Freifahrt                                                             |
| ----------------------------------------------------------- | ---------------------- | --------------------------------------------------------------------------------------- | ------------------------------------------------------------- | --------------------------------------------------------------------- |
| Bayerische Regiobahn (BRB)                                  | RE 5                   | von München nach Salzburg                                                               | ja                                                            | ja                                                                    |
| Bayerische Regiobahn (BRB)                                  | RB 54                  | von München über Kiefersfelden nach Kufstein                                            | ja                                                            | ja                                                                    |
| DB Regio Bayern                                             | RB 60, RE 62, S7       | Pfronten-Steinach – Vils Stadt – Reutte – Ehrwald Zugspitzbahn – Griesen                | ja                                                            | nur Pfronten-Steinach – Vils Stadt nur Ehrwald Zugspitzbahn – Griesen |
| Österreichische Bundesbahnen (ÖBB)                          | S2, S3                 | von Freilassing nach Salzburg                                                           | ja                                                            | ja                                                                    |
| Österreichische Bundesbahnen (ÖBB)                          | REX1                   | Lindau-Insel – Lindau-Reutin – Bregenz – Feldkirch (– Bludenz)                          | nein, nur innerhalb Lindaus                                   |                                                                       |
| Österreichische Bundesbahnen (ÖBB)                          | S1                     | Lindau-Insel – Lindau-Reutin – Bregenz – Dornbirn – Götzis                              | nein, nur innerhalb Lindaus                                   |                                                                       |
| Thurbo                                                      | REX7/S7 (nur Sa/So)    | Lindau-Reutin – Bregenz – St. Margrethen – Rorschach – Romanshorn                       | nein                                                          |                                                                       |
| Südostbayernbahn (SOB)                                      | RB 45                  | von Mühldorf nach Salzburg                                                              | ja                                                            | ja                                                                    |
| Landbus Bregenzerwald (bodo, VVV)                           | Bus 129                | von Reutin Bahnhof nach Lochau Bahnhof                                                  | nein, nur bis (H) Lindau, Grenzsiedlung/Zech                  |                                                                       |
| Regionalverkehr Oberbayern                                  | Bus 369 (früher: 9569) | von Lenggries nach Eng                                                                  | nein, nur bis (H) Lenggries, Oswaldhütte                      |                                                                       |
| Regionalverkehr Oberbayern                                  | Bus 390 (früher: 9550) | von Tegernsee nach Pertisau                                                             | nein, nur bis (H) Kreuth, Stuben                              |                                                                       |
| Regionalverkehr Oberbayern                                  | Bus 482 (früher: 9502) | Oberaudorf (D) – Niederndorf (A) – Aschau im Chiemgau (D) – Bernau am Chiemsee – Felden |                                                               |                                                                       |
| Landbus Bregenzerwald (VVV)                                 | Bus 821                | von Weiler/Scheidegg nach Bregenz                                                       |                                                               |                                                                       |
| Regionalverkehr Oberbayern                                  | Bus 836                | Berchtesgaden (D) – Gröding (A) – Freilassing (D)                                       |                                                               |                                                                       |
| Regionalverkehr Oberbayern / Albus Salzburg Verkehrsbetrieb | Bus 840                | von Schönau a. Königssee über Berchtesgaden nach Salzburg                               | nein, nur bis (H) Marktschellenberg, Zollhäuser               | nein                                                                  |
| Regionalverkehr Oberbayern / ÖBB Postbus                    | Bus 847                | von Hintersee nach Weißbach                                                             |                                                               |                                                                       |
| Landbus Bregenzerwald (VVV)                                 | Bus 890                | von Oberstaufen nach Egg                                                                |                                                               |                                                                       |
| Regionalverkehr Oberbayern / ÖBB Postbus                    | Bus 4186               | von Mittenwald nach Seefeld                                                             |                                                               |                                                                       |
| Regionalverkehr Oberbayern                                  | Bus 9509               | Reit im Winkl (D) – Kössen (A) – Traunstein (D)                                         |                                                               |                                                                       |
| Regionalverkehr Oberbayern                                  | Bus 9535/1             | von Entfelden nach Salzburg                                                             | nein, nur bis (H) Bad Reichenhall Hbf                         |                                                                       |
| Regionalverkehr Oberbayern                                  | Bus 9535/2             | von Salzburg nach Reit im Winkl                                                         | nein, erst ab (H) Bad Reichenhall Hbf                         |                                                                       |
| Regionalverkehr Allgäu                                      | Bus 9742               | von Oberstdorf nach Baad                                                                | nein (auch nicht im Binnenverkehr auf deutscher Seite gültig) |                                                                       |
| Regionalverkehr Oberbayern                                  | Bus 347 (früher: 9577) | von Rosenheim nach Kufstein                                                             |                                                               |                                                                       |
| Regionalverkehr Oberbayern                                  | Bus 9624               | von Oberau nach Reutte                                                                  |                                                               |                                                                       |

### Polen
| Unternehmen                                | Linie           | Strecke | D-Ticket | Freifahrt |
| ------------------------------------------ | --------------- | --- | -------- | --------- |
| DB Regio Nordost                           | RB 23           | Bützow – Ahlbeck Grenze – Świnoujście Centrum (Swinemünde Zentrum)                                                   | ja       | ja        |
| DB Regio Nordost                           | RE 4            | Lübeck – Bad Kleinen – Bützow – Pasewalk – Szczecin Główny                                                           | nein     | nein      |
| DB Regio Nordost                           | RB 66           | Angermünde – Tantow – Szczecin Główny                                                                                | nein     | nein      |
| Ostdeutsche Eisenbahn (ODEG)               | RB 26           | Berlin Ostkreuz – Straußberg – Müncheberg – Küstrin-Kietz – Kostrzyn                                                 | nein     | nein      |
| DB Regio Nordost, Polregio                 | RB 91           | Frankfurt (Oder) – Słubice – Rzepin (– Czerwieńsk – Zielona Góra)                                                    | nein     | nein      |
| Polregio                                   | RB 92           | Guben – Gubin – Krosno Odrz – Czerwieńsk – Zielona Góra                                                              | nein     | nein      |
| DB Regio Nordost, Polregio                 | RB 93           | (Cottbus Hbf –) Forst (Lausitz) – Żary – Żagań (– Legnica – Wrocław Główny)                                          | nein     | nein      |
| DB Regio Nordost, KD                       | IRE (Kulturzug) | Berlin-Lichtenberg – Berlin Ostkreuz – Cottbus Hbf – Weißwasser (Oberlausitz) – Węgliniec – Legnica – Wrocław Główny | nein     | nein      |
| Ostdeutsche Eisenbahn (ODEG)               | RB 65           | Hirschfelde – Krzewina Zgorzelecka – Hagenwerder                                                                     | ja       | ja        |
| Die Länderbahn (trilex)                    | RE 1            | Görlitz – Zgorzelec                                                                                                  | ja       | nein      |
| Uckermärkische Verkehrsgesellschaft        | Bus 492         | Schwedt (Oder) – Krajnik Dolny                                                                                       | ja       |           |
| Stadtverkehrsgesellschaft Frankfurt (Oder) | Bus 983         | Frankfurt (Oder) Bahnhof – Słubice, Plac Bohaterów                                                                   | ja       | ja        |
| Spree-Neiße-Bus                            | Bus 895         | Guben – Gubin | ja       |           |
| Görlitzer Verkehrsbetriebe                 | Bus A           | Görlitz – Zgorzelec                                                                                                  | ja       | ja        |
| Bieleccy Bus                               | Bus 831A        | Zittau – Porajów Opolno Zdrój (Bad Oppelsdorf) – Bogatynia                                                           |          |           |
| ČSAD Liberec                               | Bus 691         | Hrádek nad Nisou (Grottau/CZ) – Zittau (D) – Bogatynia (PL) – Frýdlant (CZ) – Świeradów-Zdrój (Bad Flinsberg/PL)     |          |           |

### Schweiz
| Unternehmen                            | Linie                        | Strecke | D-Ticket                                        | Freifahrt                           |
| -------------------------------------- | ---------------------------- | --- | ----------------------------------------------- | ----------------------------------- |
| Schweizerische Bundesbahnen (SBB)      | S 6                          | Zell im Wiesental – Lörrach – Riehen – Basel Bad Bf – Basel SBB | ja                                              | ja (auch im FV Basel Bad–Basel SBB) |
| Schweizerische Bundesbahnen (SBB)      | S 9                          | Schaffhausen – Jestetten – Lottstetten – Rafz – Zürich HB – Stettbach – Uster (SBB) | nur Schaffhausen – Lottstetten                  | nur Schaffhausen – Lottstetten      |
| Thurbo AG                              | S 14 / S 44                  | Konstanz – Kreuzlingen – Berg TG – Weinfelden | nein                                            | nein                                |
| Schweizerische Bundesbahnen (SBB)      | S 62                         | Konstanz – Radolfzell – Singen – Schaffhausen | ja                                              | ja                                  |
| Thurbo AG                              | RE 1                         | Konstanz – Kreuzlingen Hafen – Romanshorn – St. Gallen – Herisau | nein                                            | nein                                |
| DB Regio Baden-Württemberg             | IRE 3, RB 33                 | Ulm Hbf – Singen – Schaffhausen – Waldshut – Basel Bad Bf | ja                                              | ja                                  |
| DB Regio Baden-Württemberg             | RE 7, RB 27                  | Weil am Rhein – Basel Bad Bf | ja                                              | ja                                  |
| DB Regio Baden-Württemberg             | IRE 3, RB 35                 | Basel Bad Bf – Grenzach und Erzingen – Bietingen | ja                                              | ja                                  |
| Baseler Verkehrs-Betriebe (BVB)        | Tram 8                       | Weil am Rhein – Basel | nein, nur bis (H) Weil am Rhein, Grenze         |                                     |
| SWEG                                   | Bus 6                        | Lörrach-Brombach/Hauingen Bahnhof – Stetten – Riehen (CH) – Weil am Rhein | ja                                              |                                     |
| SWEG                                   | Bus 16                       | Lörrach-Brombach/Hauingen Bahnhof – Tumringen – Riehen (CH) – Weil am Rhein | ja                                              |                                     |
| Verkehrsbetriebe Schaffhausen          | Bus 25                       | Ramsen (CH) – Randegg (D) – Dörflingen (CH) – Büsingen (D) – Schaffhausen (CH) |                                                 |                                     |
| Südbadenbus                            | Bus 33                       | Singen – Rielasingen – Hemishofen – Stein am Rhein |                                                 |                                     |
| Südbadenbus / Basler Verkehrs-Betriebe | Bus 38                       | Grenzach-Wyhlen – Basel | nein, nur bis (H) Grenzach, Grenzacher Horn     |                                     |
| SWEG                                   | Bus 55                       | Kandern – Rümmingen – Binzen – Weil am Rhein – Basel | nein, nur bis (H) Weil am Rhein, Otterbach Zoll |                                     |
| Südbadenbus                            | Bus 7301                     | Schwörstadt – Rheinfelden – Grenzach – Basel Bad Bf / Riehen | ja                                              |                                     |
| Südbadenbus                            | Bus 7312                     | Rheinfelden (Baden) – Rheinfelden AG | nein, nur bis (H) Rheinfelden, Deutscher Zoll   |                                     |
| Landkreis Konstanz                     | Bus 200 (Landkreis Konstanz) | Radolfzell – Gaienhofen – Öhningen – Stein am Rhein |                                                 | ja                                  |
| Landkreis Konstanz                     | Bus 403                      | Singen – Gottmadingen – Gailingen (D) – CH – Büsingen (D) Der Linienweg führt zwischen den Haltestellen Gailingen, Löwen und Büsingen, Strandbadweg auf einem kurzen Abschnitt von ca. 700 Metern durch Schweizer Gebiet. Eine Haltestelle auf diesem Abschnitt hat die Linie nicht. | ja                                              | ja                                  |
| Stadtwerke Konstanz                    | Bus 908                      | Konstanz Zähringerplatz – Kreuzlingen Bärenplatz – Kreuzlingen Seepark – Kreuzlingen Zihlstrasse | nein, nur bis (H) Konstanz, Marktstätte/Bahnhof | ja                                  |
| Stadtwerke Konstanz                    | Bus 925 (Abendbus)           | Konstanz Schweizer Bahnhof – Kreuzlingen Bahnhof – Kreuzlingen Bärenplatz – Kreuzlingen Seepark – Kreuzlingen Zihlstrasse |                                                 | ja                                  |

### Tschechien
| Unternehmen                         | Linie      | Strecke | D-Ticket                                                      | Freifahrt                                         |
| ----------------------------------- | ---------- | --- | ------------------------------------------------------------- | ------------------------------------------------- |
| Trilex                              | RE 2, L 7  | Zittau – Hrádek nad Nisou (Grottau) – Liberec                                                                                       | grenzüberschreitend nur Zittau – Hrádek nad Nisou             | grenzüberschreitend nur Zittau – Hrádek nad Nisou |
| Trilex                              | L 7        | Seifhennersdorf – Varnsdorf – Zittau                                                                                                | ja                                                            | ja                                                |
| České dráhy, DB Regio               | U28        | Rumburk – Dolní Poustevna – Sebnitz – Bad Schandau – Děčín hl. n.                                                                   | nein                                                          | nein                                              |
| Die Länderbahn                      | T 7        | Cranzahl – Vejprty – Chomutov | nein                                                          |                                                   |
| České dráhy                         | ČD 142     | Johanngeorgenstadt – Potůčky – Karlovy Vary                                                                                         | nein                                                          |                                                   |
| Vogtlandbahn                        | RB 1, RB 5 | Klingenthal – Kraslice – Karlovy Vary                                                                                               | nein                                                          |                                                   |
| Vogtlandbahn                        | RB 2       | Bad Brambach – Cheb | nein                                                          |                                                   |
| Agilis                              | RB 95      | Hof – Cheb – Schirnding – Marktredwitz                                                                                              | nein                                                          |                                                   |
| DB Regio Bayern                     | RE 33      | Cheb – Schirnding – Marktredwitz | nein                                                          |                                                   |
| Oberpfalzbahn                       | RB 27      | Furth im Wald – Domazlice | nein                                                          |                                                   |
| Doprava Ústeckého kraje             | Bus 401    | Großschönau – Varnsdorf – Seifhennersdorf – Rumburk (Rumburg) – Ebersbach – Jiríkov (Georgswalde)                                   |                                                               |                                                   |
| ČSAD Liberec                        | Bus 691    | Hrádek nad Nisou (Grottau/CZ) – Zittau (D) – Bogatynia (PL) – Frýdlant (CZ) – Świeradów-Zdrój (Bad Flinsberg/PL)                    |                                                               |                                                   |
| Doprava Ústeckého kraje             | Bus 521    | Olbernhau – Brandov (Brandau) – Hora Svaté Kateřiny (Sankt Katharinaberg) – Nová Ves (Neundorf) – Litivinov (Leutensdorf)           | nein (auch nicht im Binnenverkehr auf deutscher Seite gültig) |                                                   |
| Autobusy Karlovy Vary a.s.          | Bus 585    | Oberwiesenthal – Chomutov (Komotau) – Jirkov (Görkau)                                                                               | nein (auch nicht im Binnenverkehr auf deutscher Seite gültig) |                                                   |
| Umbrella City Lines                 | Bus 588    | Marienberg – Hora Svatého Šebestiána (Sankt Sebastiansberg) – Chomutov (Komotau)                                                    | nein, nur bis (H) Reizenhain, Wendeschleife                   |                                                   |
| Autobusy Karlovy Vary a.s.          | Bus 590    | Annaberg-Buchholz – Bärenstein – Vejprty (Weipert) – Klášterec nad Ohří (Klösterle an der Eger) – Kadaň (Kaaden)                    | nein (auch nicht im Binnenverkehr auf deutscher Seite gültig) |                                                   |
| Ostbayernbus / Arriva               | Bus 520    | Furth im Wald (D) – Česká (Zinsendorf/CZ) – Domažlice (Taus/CZ) – Waldmünchen (D) – Klenčí (Klentsch/CZ) – Čerchov (Schwarzkopf/CZ) |                                                               |                                                   |
| Verkehrsgemeinschaft Landkreis Cham | Bus 618    | Bodenmais – Arnbruck – Lam – Nýrsko (Neuern) – (Hamry (Hammern)) – Klatovy (Klattau)                                                |                                                               |                                                   |